# Ільматар
Ільматар (фін. Ilmatar; фін. Ilma «повітря») — у фінській міфології богиня, що брала участь у створенні світу з іншими богами.
У Калевалі іменується дівчиною (piika), дочкою повітря (ilman impi — діва неба). Її характеризує стан скорботи і самотності. Вона передує появі сонця.
Через 700 років самотності, вона кличе Укко, після чого до неї прилетіла качка (sotka, гоголь) і звила гніздо у богині на колінах (polvea). Через деякий час качка знесла 7 яєць (munoa): шість золотих (kultaista) і одне залізне (rautamuna). Яйця були розпеченими і Ільматар здригнулася від болю, через що яйця викотилися з гнізда і розкололися. Із шкаралупи утворилася земля, жовтки стали сонцем, білки ж перетворилися в місяць і зірки. Але створена земля була порожньою і нудною, і Ільматар створила острова, долини і річки.

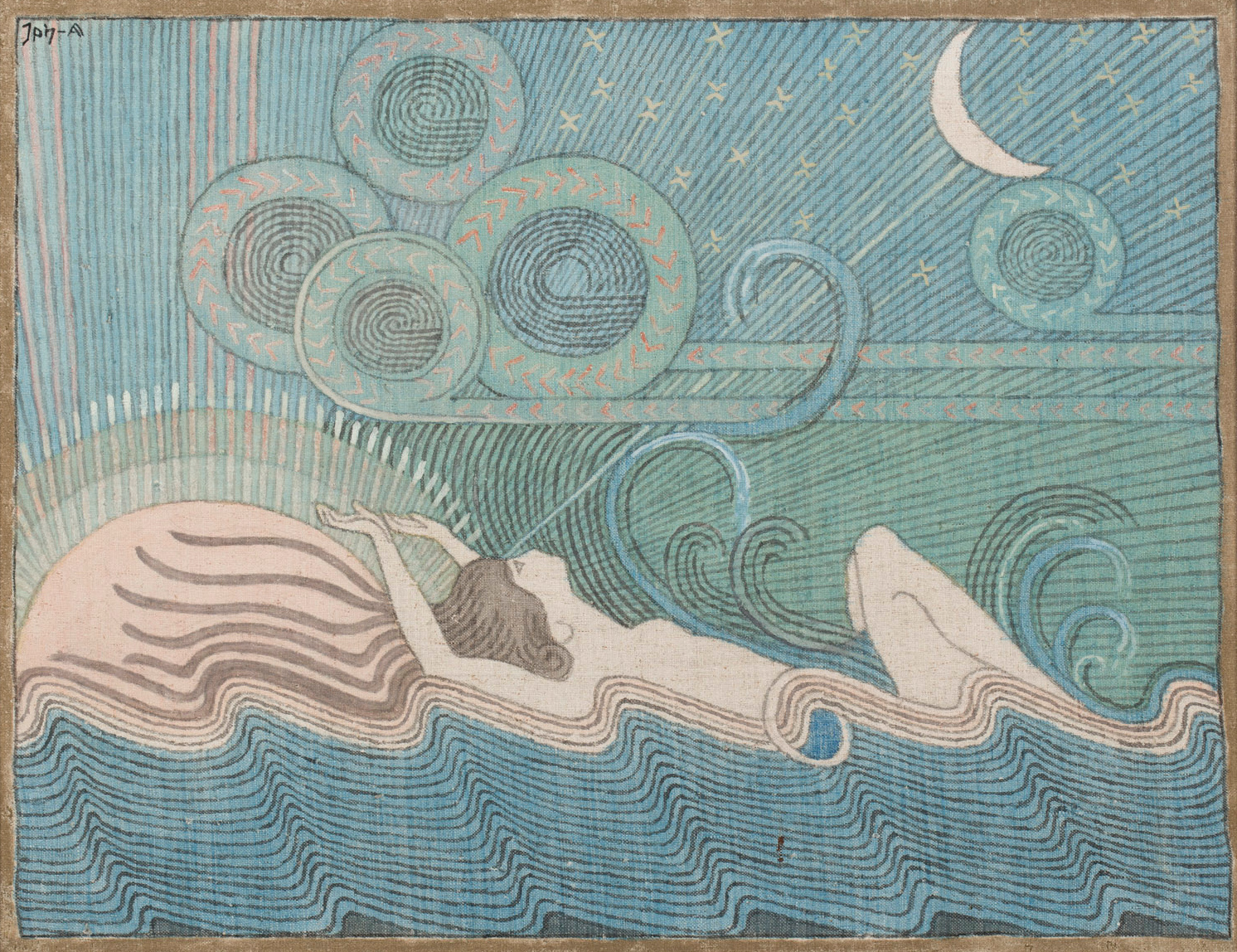
Ільматар

В «Калевалі» вона також носить ім'я Луоннотар («природна»). Вона була матір'ю Вейнемейнена.

## Цікаві факти
На честь богині названо астероїд 385 Ільматар.